# Ranikhet

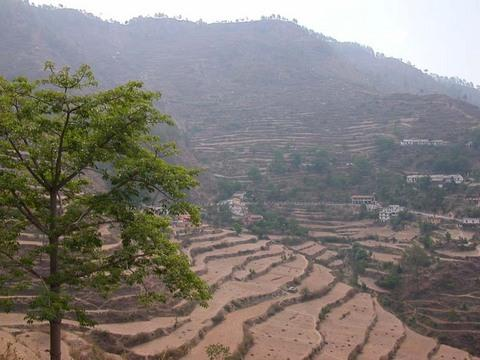
A view of Ranikhet

Ranikhet és una estació de muntanya i cantonment town al districte d'Almora a Uttarakhand. és seu del Regiment de Kumaon i del Regiment Naga. està a una altura de 1.869 metres. Tenia una població de 19.049 habitants al cens del 2001. El 1901 a l'estiu la població era de 7.705 habitants i de 3.153 l'hivern. Està situada a 29° 39′ N, 79° 25′ E / 29.65°N,79.42°E
Els britànics hi van establir una estació el 1869 com a seu del Regiment de Kuamon i fou fins i tot proposada més tard com a capital d'estiu en lloc de Simla.